# همه مردان شیطان
همه مردان شیطان یا همه مردان پلید (به انگلیسی: All the Devil's Men) یک فیلم اکشن و دلهره‌آور بریتانیایی محصول سال ۲۰۱۸ به نویسندگی و کارگردانی متیو هوپ با بازی میلو گیبسون، سیلفیا هوکس، بنگا آکینابه و ویلیام فیکنر است.

## داستان
یک کماندوی حرفه‌ای و باتجربه به نام کالینز برای تعقیب و ردیابی یک خلافکار به شهر لندن می‌رود و همین امر باعث می‌شود که او وارد جنگی ناخواسته با فرماندهٔ سابق و کل نیروهایش شود و…

## انتشار فیلم
این فیلم در ۷ دسامبر ۲۰۱۸ در ایالات متحده اکران شد. در ۵ فوریه ۲۰۱۹ بر روی بلو-ری، دی وی دی و پلتفرم‌های دیجیتال در ایالات متحده منتشر شد.

## پاسخ انتقادی
این فیلم دارای امتیاز ۲۳٪ در راتن تومیتوز است.